# Новий Істок
Но́вий Істо́к (рос. Новый Исток) — селище у складі Промишленнівського округу Кемеровської області, Росія.

## Населення
Населення — 117 осіб (2010; 142 у 2002).
Національний склад (станом на 2002 рік):
- росіяни — 94 %